# Information de trafic
L'information de trafic est un moyen utilisé par les services de la circulation aérienne pour rendre le service du contrôle de la circulation aérienne.

## Nécessité de l'information de trafic
Traditionnellement, le moyen d'anti abordage entre deux aéronefs est la technique dite du "voir et éviter". Un pilote est supposé être attentif à son environnement, voir les aéronefs dans son environnement, et prendre les mesures nécessaires pour éviter l'abordage. Cependant l'augmentation de la vitesse des avions, et le fait que les pilotes soient, dans certaines phases du vol, complètement absorbés par leur pilotage, font que les pilotes parfois ne voient pas les aéronefs voisins, et donc ne peuvent les éviter.
L'information de trafic est un moyen d'aider les pilotes à voir. Le contrôle fournit au pilote une information précise sur la position relative d'un aéronef proche de lui, afin de diriger les yeux du pilote sur cet aéronef. Les actions nécessaires pour l'éviter sont ensuite à son initiative.

## Délivrance de l'information de trafic
L'information de trafic n'est pas assurée entre tous les aéronefs partout. La délivrance ou non de l'information de trafic dépend de la classe de l'espace aérien considéré. Dans la circulation d'aérodrome, l'information de trafic est délivrée entre les aéronefs dans le circuit d'aérodrome.
La phraséologie associée est la suivante:
- Trafic [position relative], [direction relative], [type d'aéronef], [altitude relative], [évolution verticale relative]

Par exemple :
- Trafic deux heures, neuf nautiques, direction opposée, un Robin DR-400, deux cents pieds plus bas, stable.